# Bané
Bané è un dipartimento del Burkina Faso classificato come comune, situato della provincia  di Boulgou, facente parte della Regione del Centro-Est.
Il dipartimento si compone del capoluogo e di altri 22 villaggi: Bantougri, Boumbin, Dabaré, Dattou, Douré, Gomin, Hortougou, Karema, Koabgtenga, Léré, Naï, Nazé, Ouâda-Traditionnel, Ouâda-V1, Ouâda-V2, Ouâda-V3, Ouâda-V4, Oumnoghin, Patin, Soadin, Toabin e Zougbilin.